# Мара, Руни
Патри́ша Ру́ни Ма́ра (англ. Patricia Rooney Mara; род. 17 апреля 1985, Бедфорд, Нью-Йорк, США) — американская актриса кино, телевидения и озвучивания. Получила известность благодаря роли Нэнси в ремейке фильма ужасов «Кошмар на улице Вязов» (2010), а также роли Лисбет Саландер в фильме «Девушка с татуировкой дракона» (2011), за которую была номинирована на премии «Золотой глобус» и «Оскар».
В 2015 году получила приз Каннского кинофестиваля за «Лучшую женскую роль» в фильме «Кэрол» (разделив его с актрисой Эмманюэль Берко за фильм «Мой король»). Кроме того, за эту роль Мара номинировалась на премии «Оскар», «Золотой глобус», BAFTA и премию Гильдии киноактёров США в 2016 году.

## Ранние годы
Мара родилась и выросла в городе Бедфорд, штат Нью-Йорк, в округе Уэстчестер, пригороде Нью-Йорка. Она дочь Тимоти Кристофера Мары — вице-президента спортивной команды «Нью-Йорк Джайентс» — и Кэтлин Макналти Мары (в девичестве Руни). У неё есть два брата — Дэниел и Коннор, а также старшая сестра — актриса Кейт Мара.
У Мары ирландские и итальянские корни — её предки владели огромными территориями в графстве Даун. Мара — правнучка основателя футбольного клуба «Питтсбург Стилерз», Арта Руни-Младшего, и основателя команды «Нью-Йорк Джайентс» Тима Мары. Её прадед Уэллингтон Мара был владельцем команды «Джайентс», которая позже перешла к её дяде Джону Маре. С 1972 года прадед актрисы Тим Руни управлял стадионом и трассой для гонок Йонкерс-Рэйсуэй (англ. Yonkers Raceway) в городе Йонкерс, штат Нью-Йорк. Кроме того, Руни Мара — внучатая племянница Дэниела Руни, владельца команды «Стилерз», посла Ирландии в США и сооснователя благотворительного фонда «The Ireland Funds».
Окончила школу «Fox Lane» в 2003 году, после чего отправилась в путешествие по Эквадору, Перу и Боливии в рамках программы «Traveling School» по изучению окружающей среды. В 2010 году окончила школу индивидуального обучения «Gallatin School» (где изучала психологию, международное социальное право и непрофилирующие предметы) при Нью-Йоркском университете. Актёрской игрой Руни увлеклась благодаря своей маме, которая часто водила её и Кейт на бродвейские мюзиклы и показывала старые голливудские фильмы, такие как «Унесённые ветром», «Ребекка» и «Воспитание крошки». Джина Роулендс — актриса, которая вдохновляет её. Кейт Бланшетт, Марион Котияр и Дэниел Дэй-Льюис — актёры, карьерами и талантами которых Мара восхищается.

## Карьера

### Начало карьеры

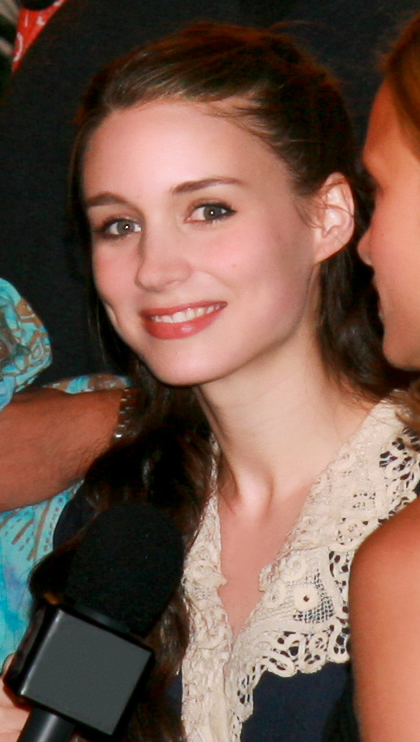
Руни Мара на кинофестивале в Торонто в 2009 году

Впервые Руни появилась на экране в фильме Мэри Ламберт «Городские легенды 3: Кровавая Мэри» 2005 года. По абсолютной случайности, посещение старшей сестры на съёмочной площадке данного фильма завершилось для Руни съёмками в эпизодической роли — одной из учениц в классе Саманты Оуэнс, которую сыграла Кейт Мара. Дальше последовали эпизодические роли в сериалах, среди которых «Закон и порядок: Специальный корпус», «Женский клуб расследований убийств» и «Чистильщик». В 2008 году состоялся дебют актрисы в первом полнометражном фильме «Парень мечты» о запретной любви, действие которого происходит на консервативном Юге.
В 2009 году она появилась сразу в нескольких фильмах. В «Сезоне побед» — американском фильме, режиссёром и сценаристом которого выступил Джеймс С. Страуз, Руни играет Уэнди — одну из девочек-подростков баскетбольной команды из местной школы. Компанию в картине актрисе составляют Сэм Рокуэлл и Эмма Робертс. Девушка по имена Тара — очередная роль актрисы — в молодёжной комедии Гормана Бечарда «Друзья с преимуществом». «Вызов» — мелодрама Адама Салки, где Руни появляется в роли лучшей подруги героини Эмми Россум. Также Мара выступает в эпизодической роли в комедийной мелодраме «Бунтующая юность» и двух эпизодах сериала «Скорая помощь».
«Таннер Холл» — фильм о четырёх ученицах закрытой школы-интерната Таннер Холл, стоящих на пороге вступления во взрослую жизнь. Сыграв девушку по имени Фернанда, которая закрутила роман с женатым другом семьи в исполнении Тома Эверетта Скотта, Руни исполнила свою первую главную роль.
В 2010 году Руни Мара предложили главную роль в фильме ужасов Сэмюэля Байера, ремейке одноимённого фильма 1984 года «Кошмар на улице Вязов». Картина заслужила в основном негативные отзывы, но благодаря этому фильму актриса получила первую известность.

### Прорыв в карьере
В том же 2010 году она сыграла роль Эрики Олбрайт в фильме Дэвида Финчера «Социальная сеть», который рассказывает об истории создания социальной сети Facebook. А в августе 2010 года утверждена на главную роль в другом фильме Дэвида Финчера экранизации романа Стига Ларссона «Девушка с татуировкой дракона». На роль Саландер пробовались многие известные актрисы, но в итоге Лисбет Саландер доверено было играть именно Руни. Исполнение этой роли, поднявшей Мару на уровень голливудской звезды первого эшелона, принесло Руни номинации на премии «Оскар» и «Золотой глобус». В 2013 году Мара снова поработала с постановщиком в небольшом рекламном ролике духов компании Calvin Klein Inc.

Руни Мара в роли Лисбет Саландер

Следующим проектом Руни стал психологический триллер режиссёра Стивена Содерберга по сценарию Скотта Бёрнса «Побочный эффект», съёмки которого начались 5 апреля 2012 года в Нью-Йорке. Первоначально создатели фильма на главную женскую роль утвердили Блейк Лайвли, но впоследствии заменили её на Мару. В картине также задействованы актеры первой величины, такие как Джуд Лоу, Кэтрин Зета-Джонс и Ченнинг Татум. Затем Руни вместе с Кейси Аффлеком появляется в криминальной драме Дэвида Лоури «В бегах», премьера которой состоялась на кинофестивале «Сандэнс» в январе 2013 года. В том же 2013 году актрисе досталась второплановая партия в фильме Спайка Джонза «Она» (2013). Ещё в апреле 2012 года стало известно, что Руни Мара заменит в нём актрису Кэри Маллиган, ранее утверждённую на роль супруги Теодора. Большая часть съемочного процесса пришлась на лето 2012 года.
В ноябре 2011 года было анонсировано, что Райан Гослинг, Кристиан Бейл, Кейт Бланшетт и Руни Мара примут участие в съёмках очередного фильма Терренса Малика «Между нами музыка». Основная часть съёмок проводились в 2012 году в городе Остин, штат Техас. За время продолжительного периода постпроизводства картина была переименована сначала в «Невесомость» (англ. «Weightless») в 2015 году, а в 2016 название фильма окончательно было изменено на «Song to Song». В прокат фильм был выпущен лишь в 2017 году.
Приключенческая драма режиссёра Стивена Долдри «Свалка», снятая по одноимённой книге британского писателя Энди Маллигана стала следующей в фильмографии актрисы. Она сыграла роль американской девушки Оливии, помощницы священника в исполнении Мартина Шина. Основные съёмки стартовали 24 июля 2013 года, в Рио-де-Жанейро, Бразилия. На Международном кинофестивале в Риме фильм получил главный приз в номинации «Гала». Кроме того, в 2014 году, Мара попробовала свои силы в качестве художника по костюмам в фильме Чарли Макдауэлла «Возлюбленные», под псевдонимом Бри Дениэлс.

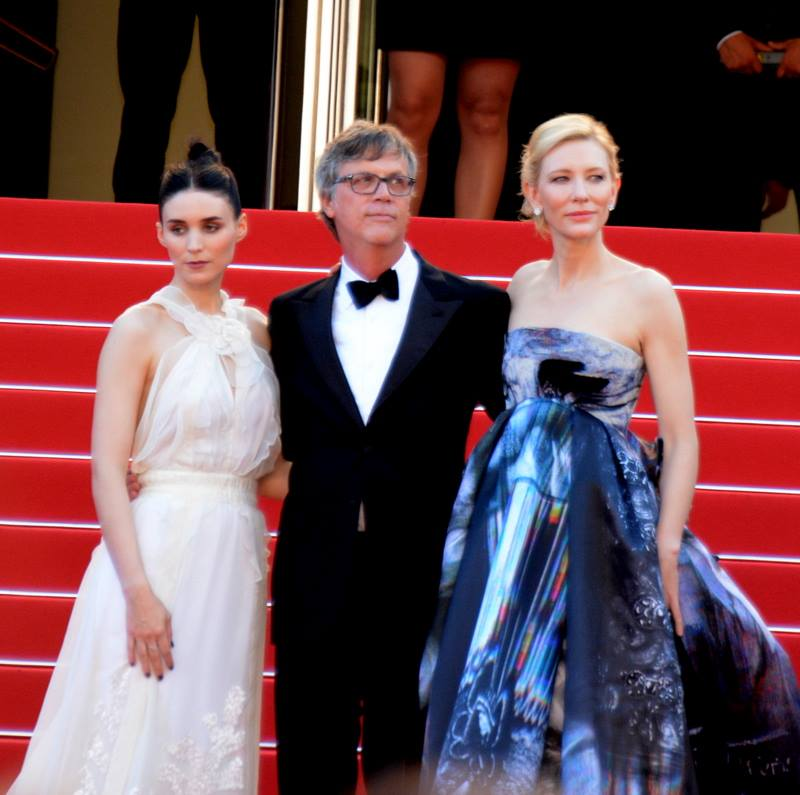
Руни Мара, Кейт Бланшетт и Тодд Хейнс на Каннском кинофестивале в 2016 году

 В 2015 году в мировой прокат вышли два фильма с участием Руни: «Пэн: Путешествие в Нетландию» и «Кэрол». Если первый фильм получил в основной отрицательные отзывы, то картина Тодда Хейнса получила наивысшие оценки критиков в 2015 году. Актриса была удостоена премии Каннского кинофестиваля за лучшую женскую роль в фильме «Кэрол». К тому же, роль Терез Беливет принесла Руни очередные номинации на премии «Оскар», «Золотой глобус», BAFTA и «Премию Гильдии киноактёров США». А сам фильм был признан лучшим фильмом 2015 года по версии журнала о кино «Film Comment». Он также возглавил список лучших фильмов 2015 года в опросе, проведённом журналом «Variety». Фильм попал на вторую строчку в списках лучших картин 2015 года, проведённых журналами «Sight & Sound», «Village Voice» и «Indiewire».
В 2016 году Мара приняла участие в озвучивании анимационного фильма «Кубо. Легенда о самурае» и появилась в фильме Гарта Дэвиса «Лев», где сыграла второстепенную роль девушки главного героя. Картина была номинированна на соискание премии Американской киноакадемии «Оскар» в ряде категорий, в том числе самой престижной из них — Лучший фильм года. Также прошли фестивальные дебюты фильмов «Уна» австралийского режиссёра Бенедикта Эндрюса и «Скрижали судьбы» ирландского режиссёра Джима Шеридана. В широкий прокат в РФ эти картины вышли в марте 2017 года.
В 2017 году Руни появилась в фильме Чарли Макдауэлла «Открытие», а также в картине Дэвида Лоури «История призрака». Премьеры обоих фильмов прошли в январе 2017 года на фестивале «Сандэнс». Лента Дэвида Лоури стала вторым совместным проектом режиссёра с Руни и Кейси Аффлеком, съёмки которой прошли в тайне от общественности и только спустя месяцы после их окончания, стало известно о ней. В марте месяце 2017 года Мара была занята съёмками в фильме Гаса Ван Сента о жизни известного художника-карикатуриста Джона Каллахана. В сентябре 2019 года стало известно, что Руни сыграет в фильме Гильермо дель Торо Аллея кошмаров.

## Общественная деятельность
Мара руководит благотворительным фондом Faces of Kibera, поставляющим еду, одежду и лекарства жителям трущоб Кибера на окраине Найроби, столицы Кении, где проживает 1 млн человек на квадратную милю. Цель фонда — построить приют на территории размером в 6 акров. Для благотворительных аукционов используются предметы команд «Питсбург Стилерз» и «Нью-Йорк Джайентс», в том числе продаваемых на сайте eBay.
Мара посещала этот регион в качестве волонтёра в 2006 году в возрасте 21 года, желая помочь сиротам, родители которых, в большинстве случаев, умерли от СПИДа и заболеваний, связанных с ВИЧ-инфекцией. «Этим людям нужна помощь, но никто из них её не получает», сказала актриса в своём интервью журналу Interview в 2009 году. Сейчас девушке сложнее совмещать её деятельность и работу, но, по словам Мары, «она не может заниматься чем-то одним».

## Личная жизнь
В начале 2007 года переехала в Лос-Анджелес, где временно жила со своей сестрой. Актриса рассказала, что это очень сблизило их, и теперь они часто встречаются, чтобы обсудить работу и различные проекты. В интервью для New York Post описала американский футбол как «клей, который укрепляет семью».
С 2010 по конец 2016 года Мара встречалась с режиссёром Чарли Макдауэллом.
С конца 2016 года встречается с актёром Хоакином Фениксом. После трёх лет отношений пара заключила помолвку в июле 2019 года. А в сентябре 2020 года стало известно, что у пары родился сын. Мальчика назвали Ривером, в честь умершего в 1993 году брата Хоакина. В феврале 2024 года стало известно, что пара ждёт второго ребёнка.

## Фильмография
| Год  |     | Русское название                       | Оригинальное название                 | Роль                         |
| ---- | --- | -------------------------------------- | ------------------------------------- | ---------------------------- |
| 2005 | ф   | Городские легенды 3: Кровавая Мэри     | Urban Legends: Bloody Mary            | девушка в классе             |
| 2006 | с   | Закон и порядок: Специальный корпус    | Law & Order: Special Victims Unit     | Джессика Дэлэй               |
| 2007 | с   | Женский клуб расследований убийств     | Women's Murder Club                   | Алексис Шерман               |
| 2008 | с   | Чистильщик                             | The Cleaner                           | Ребекка Смит                 |
| 2008 | ф   | Парень мечты                           | Dream Boy                             | Эвелин                       |
| 2009 | ф   | Сезон побед                            | The Winning Season                    | Уэнди                        |
| 2009 | ф   | Друзья с преимуществом                 | Friends                               | Тара                         |
| 2009 | ф   | Вызов                                  | Dare                                  | Кортни                       |
| 2009 | ф   | Бунтующая юность                       | Youth in Revolt                       | Тэггарти                     |
| 2009 | ф   | Таннер Холл                            | Tanner Hall                           | Фернада                      |
| 2009 | с   | Скорая помощь                          | ER                                    | Меган                        |
| 2010 | ф   | Кошмар на улице Вязов                  | A Nightmare on Elm Street             | Нэнси Холбрук                |
| 2010 | ф   | Социальная сеть                        | The Social Network                    | Эрика Олбрайт                |
| 2011 | кор | Печать зла                             | Touch of Evil                         | Алекс Дэлардж                |
| 2011 | ф   | Девушка с татуировкой дракона          | The Girl with the Dragon Tattoo       | Лисбет Саландер              |
| 2013 | ф   | В бегах                                | Ain't Them Bodies Saints              | Рут Гатри                    |
| 2013 | ф   | Побочный эффект                        | Side Effects                          | Эмили Тэйлор                 |
| 2013 | ф   | Она                                    | Her                                   | Кэтрин                       |
| 2014 | ф   | Свалка                                 | Trash                                 | Оливия                       |
| 2015 | ф   | Пэн: Путешествие в Нетландию           | Pan                                   | Тигровая Лилия               |
| 2015 | ф   | Кэрол                                  | Carol                                 | Терез Беливет                |
| 2016 | мф  | Кубо. Легенда о самурае                | Kubo and the Two Strings              | Карасу / Васи                |
| 2016 | ф   | Уна                                    | Una                                   | Уна                          |
| 2016 | ф   | Лев                                    | Lion                                  | Люси                         |
| 2016 | ф   | Скрижали судьбы                        | The Secret Scripture                  | Розанна Макналти в молодости |
| 2017 | ф   | Открытие                               | The Discovery                         | Айла                         |
| 2017 | ф   | История призрака                       | A Ghost Story                         | М                            |
| 2017 | ф   | Между нами музыка                      | Song to Song                          | Фэй                          |
| 2018 | ф   | Мария Магдалина                        | Mary Magdalene                        | Мария Магдалина              |
| 2018 | ф   | Не волнуйся, далеко он пешком не уйдет | Don’t Worry, He Won’t Get Far on Foot | Анну                         |
| 2021 | ф   | Аллея кошмаров                         | Nightmare Alley                       | Молли                        |
| 2022 | ф   | Говорят женщины                        | Women Talking                         | Она Фризен                   |
| 2024 | ф   | Кухня                                  | La Cocina                             |                              |

## Награды и номинации
Полный список наград и номинаций на сайте IMDb.com.
| Награда                        | Год  | Категория                                     | Работа                        | Результат |
| ------------------------------ | ---- | --------------------------------------------- | ----------------------------- | --------- |
| Оскар                          | 2012 | Лучшая женская роль                           | Девушка с татуировкой дракона | Номинация |
| Оскар                          | 2016 | Лучшая женская роль второго плана             | Кэрол                         | Номинация |
| BAFTA                          | 2016 | Лучшая женская роль второго плана             | Кэрол                         | Номинация |
| Золотой глобус                 | 2012 | Лучшая женская роль — драма                   | Девушка с татуировкой дракона | Номинация |
| Золотой глобус                 | 2016 | Лучшая женская роль — драма                   | Кэрол                         | Номинация |
| Премия Гильдии киноактёров США | 2016 | Лучшая женская роль второго плана             | Кэрол                         | Номинация |
| Империя                        | 2012 | Лучшая женская роль                           | Девушка с татуировкой дракона | Номинация |
| Спутник                        | 2016 | Лучшая женская роль второго плана — Кинофильм | Кэрол                         | Номинация |
| MTV Movie Awards               | 2012 | Лучшая женская роль                           | Девушка с татуировкой дракона | Номинация |
| MTV Movie Awards               | 2012 | Прорыв года                                   | Девушка с татуировкой дракона | Номинация |
| MTV Movie Awards               | 2012 | Лучшее преображение на экране                 | Девушка с татуировкой дракона | Номинация |
| Независимый дух                | 2016 | Лучшая женская роль                           | Кэрол                         | Номинация |
| Выбор критиков                 | 2011 | Лучший актёрский состав                       | Социальная сеть               | Номинация |
| Выбор критиков                 | 2016 | Лучшая актриса второго плана                  | Кэрол                         | Номинация |
| Каннский кинофестиваль         | 2015 | Приз за лучшую женскую роль                   | Кэрол                         | Победа    |
| AACTA International Awards     | 2016 | Лучшая женская роль                           | Кэрол                         | Победа    |